# Arwa-Neumarkter Becken

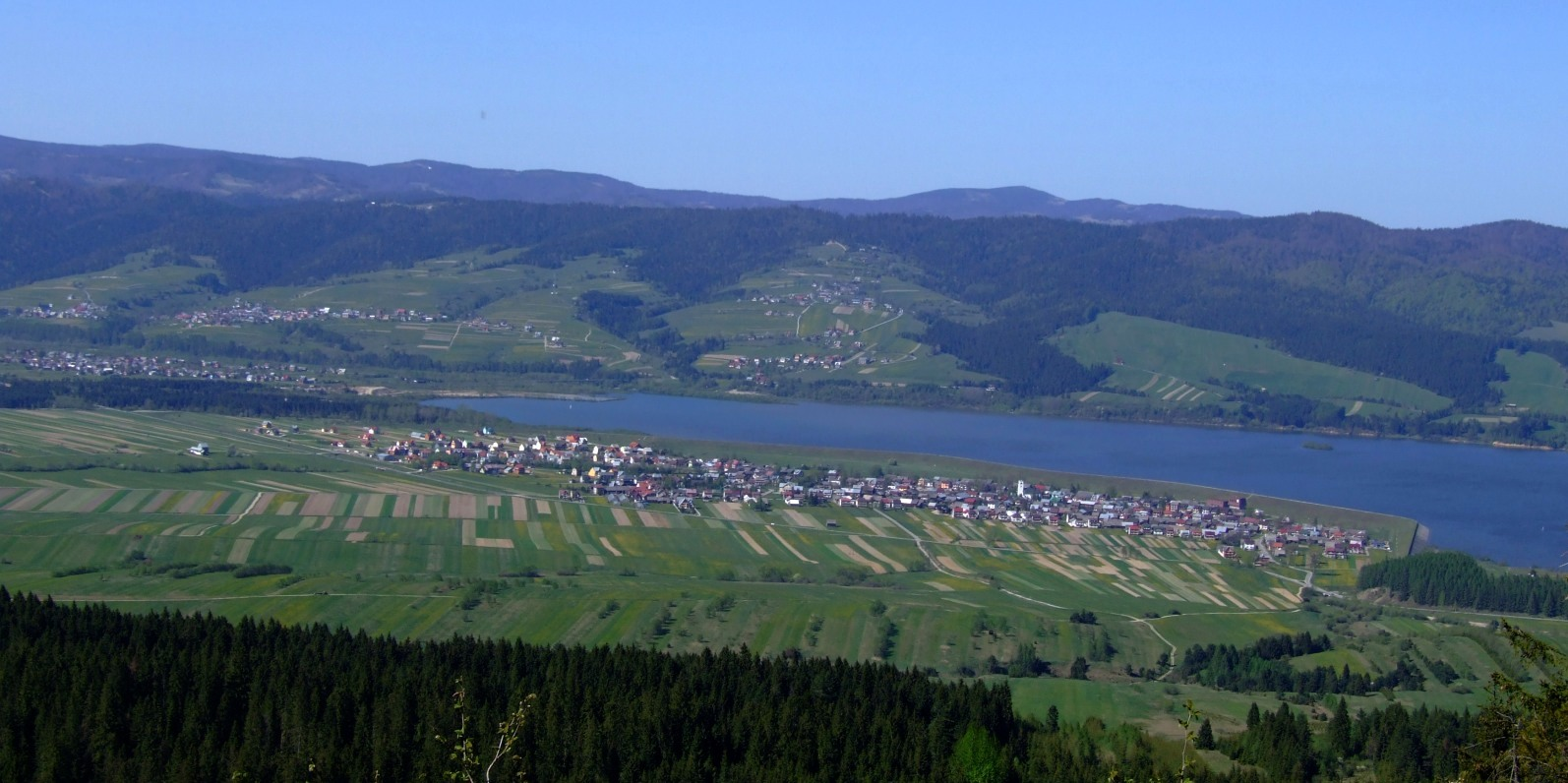
Frydman im Osten des Beckens

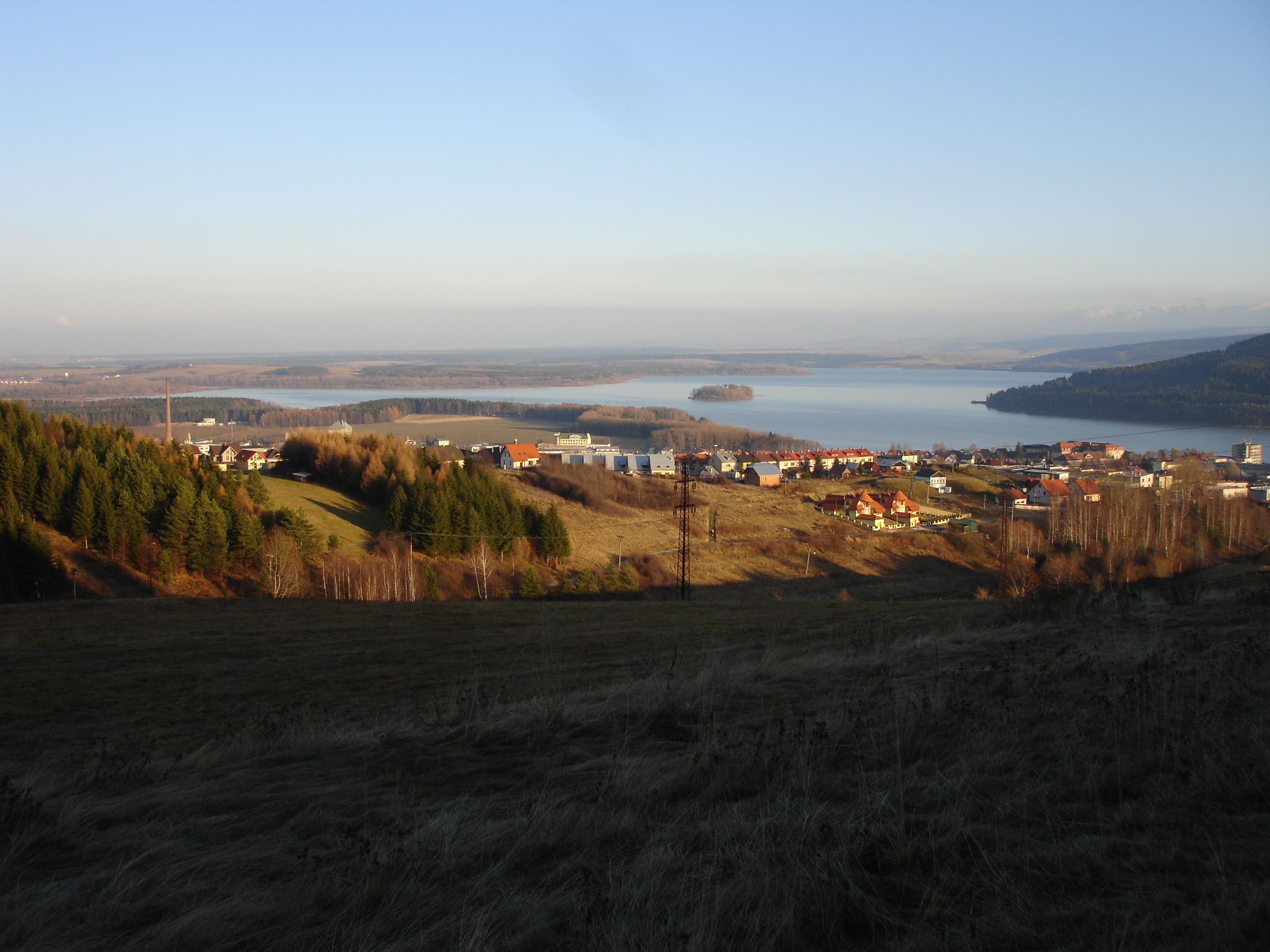
Namestovo im Westen des Beckens

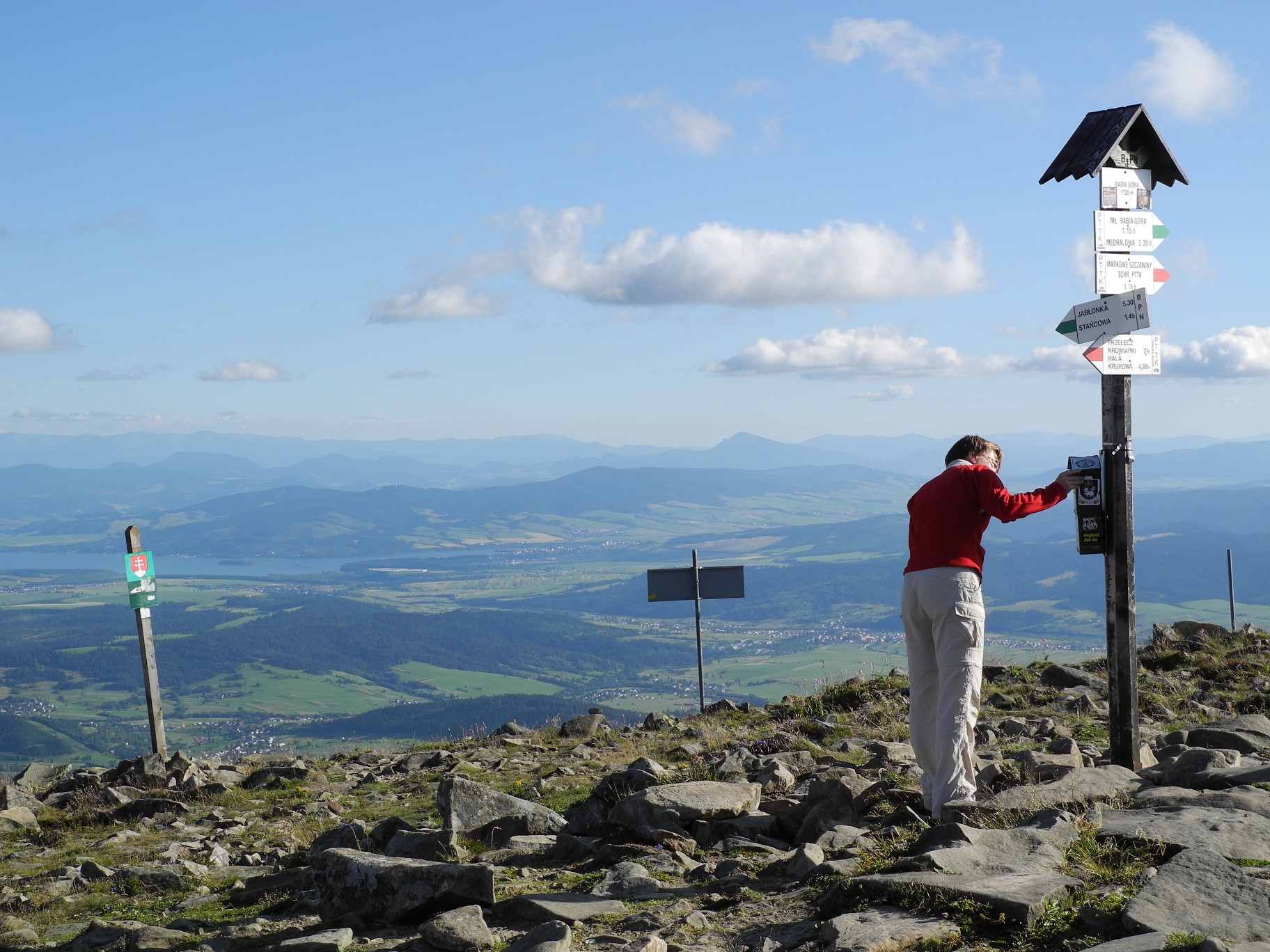
Blick von der Babia Góra

Das Arwa-Neumarkter Becken (polnisch Kotlina Orawsko-Nowotarska) in Polen und der Slowakei ist ein großer Talkessel in Kleinpolen und der Arwa. Es liegt auf einer Höhe von ca. 500 bis 700 m ü. NHN.

## Panorama

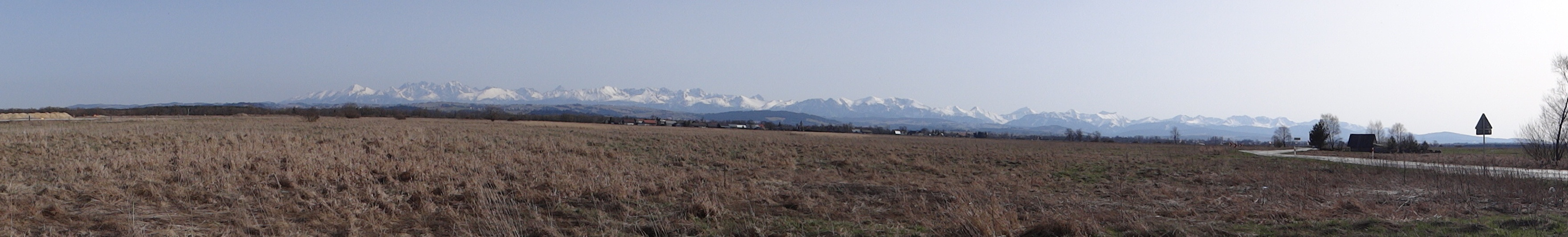
Panorama von Podczerwone in der Mitte des Beckens

## Geografie
Das Arwa-Neumarkter Becken teilt sich in das Neumarkter Becken im Osten und das Arwa Becken im Westen. Ersteres entwässert über den Dunajec und die Weichsel in die Ostsee, zweiteres über die Arwa und Donau ins Schwarze Meer.